# Manoir de Cardélan
Le manoir de Cardélan est situé à Baden en France.

## Localisation
Le manoir est situé sur le territoire de la commune de Baden, au lieu-dit Cardélan, dans le département du Morbihan en région Bretagne.

## Description
Le manoir date des XVe et XVIe siècles, le logis de plan allongé est construit en moellons de granite avec pigeonnier dans le mur de façade sud, à comble à surcroit, à salle basse sous charpente à l'origine, couvert en ardoise d'un toit à longs pans à pignon couvert, avec cheminée sur mur gouttereau. Logis est et ouest en moellon, à un étage carré, en ruines. Chapelle en moellon en ruines. Communs avec passage en moellon, à un étage carré, toit à longs pans à pignon découvert. Puits en pierre de taille. Dépendance en moellons, couverte en ardoises, toit à longs pans à pignon découvert, appentis. Hangar sur piliers en moellons, en rez-de-chaussée, couvert en chaume d'un toit à longs pans à pignon découvert.

## Historique
Le premier logis est construit sans doute après 1450 pour Jean Rolland, trésorier général du duc de Bretagne. Remanié lors de la transformation en ferme, puis restauré en 1990. Aile en retours au nord, en ruines, datant du XVIIe siècle, entièrement ruinée avant 1852. Corps de logis au nord ouest datant du XVIIe siècle, abritant peut être un logis de chapelain, en ruines avant 1852. Chapelle existant en 1695 (chapellenie à sainte Marguerite fondée en 1695) et au début du XVIIIe siècle, en ruines avant 1809. Communs (grange) datant du XVIe siècle ayant brûlé en 1830, la charpente en fut changée. Petite dépendance (étable à chevaux ) datée de 1826. Puits datant du XVIe siècle. Hangar sur piliers construit à la fin du XVIIIe siècle (avant 1809).
Le manoir est inscrit à l'inventaire général du patrimoine culturel.